# Xiphidiopsis malabarica
Xiphidiopsis malabarica är en insektsart som beskrevs av Kevan, D.K.M. och Xingbao Jin 1993. Xiphidiopsis malabarica ingår i släktet Xiphidiopsis och familjen vårtbitare. Inga underarter finns listade i Catalogue of Life.